# Playoff VBA mùa giải 2017
Vòng play-off VBA mùa giải 2017 sẽ là vòng đấu cuối cùng của VBA mùa giải 2017 của VBF. Bốn đội đứng đầu bảng sẽ có quyền tham gia vòng này. Hai vòng bán kết thi  thể thứ thắng 2 trên 3 trận. Còn trận chung kết là thể thức đấu 5 thắng 3. Đội có hạt giống cao hơn sẽ là đội có lợi thế về sân nhà nhiều hơn.
Thang Long Warriors vô địch sau 5 trận đấu chung kết trước Cantho Catfish với kết quả 3-2.

## Thể thức
|  | Bán kết | Bán kết             | Bán kết | Bán kết        | Bán kết |    |                     | Chung kết | Chung kết | Chung kết | Chung kết | Chung kết | Chung kết | Chung kết |  |
|  |         |                     |         |                |         |    |                     |           |           |           |           |           |           |           |  |
|  | 1       | Thang Long Warriors | 82      | 69             |         |    |                     |           |           |           |           |           |           |           |  |
|  | 1       | Thang Long Warriors | 82      | 69             |         |    |                     |           |           |           |           |           |           |           |  |
|  | 4       | Hanoi Buffaloes     | 57      | 58             |         |    |                     |           |           |           |           |           |           |           |  |
|  | 4       | Hanoi Buffaloes     | 57      | 58             |         | 1  | Thang Long Warriors | 78        | 73        | 74        | 79        | 95        |           |           |  |
|  |         |                     |         |                |         | 1  | Thang Long Warriors | 78        | 73        | 74        | 79        | 95        |           |           |  |
|  |         |                     | 3       | Cantho Catfish | 83      | 68 | 77                  | 64        | 80        |           |           |           |           |           |  |
|  | 2       | Saigon Heat         | 3       | Cantho Catfish | 83      | 68 | 77                  | 64        | 80        | 80        | 68        |           |           |           |  |
|  | 2       | Saigon Heat         |         |                |         |    |                     |           |           |           |           |           |           |           |  |
|  | 3       | Cantho Catfish      | 85      | 76             |         |    |                     |           |           |           |           |           |           |           |  |

## Bán kết

### Saigon Heat đấu với Cantho Catfish
| 6 tháng 11 19:00 UTC+7 | Youtube Chi tiết | Saigon Heat                                                                     | 80–85 (OT) | Cantho Catfish                                                                            | OT | Nhà thi đấu Hồ Xuân Hương, Thành phố Hồ Chí Minh |
| 6 tháng 11 19:00 UTC+7 | Youtube Chi tiết | Điểm mỗi set: 24–16, 10–15, 25–12, 15–21, OT: 6–11                              |            |                                                                                           | OT | Nhà thi đấu Hồ Xuân Hương, Thành phố Hồ Chí Minh |
| 6 tháng 11 19:00 UTC+7 | Youtube Chi tiết | Điểm: Darius Lewis 29 Chụp bóng bật bảng: Darius Lewis 24 Hỗ trợ: Việt Arnold 5 |            | Điểm: De Angelo Hamilton 31 Chụp bóng bật bảng: De Angelo Hamilton 22 Hỗ trợ: Sang Dinh 4 | OT | Nhà thi đấu Hồ Xuân Hương, Thành phố Hồ Chí Minh |

| 11 tháng 11 17:00 UTC+7 | Youtube Chi tiết | Cantho Catfish                                                                     | 76–68 | Saigon Heat                                                                     |  | Nhà thi đấu đa năng Cần Thơ, Thành phố Hồ Chí Minh |
| 11 tháng 11 17:00 UTC+7 | Youtube Chi tiết | Điểm mỗi set: 21–16, 14–17, 22–15, 19–20                                           |       |                                                                                 |  | Nhà thi đấu đa năng Cần Thơ, Thành phố Hồ Chí Minh |
| 11 tháng 11 17:00 UTC+7 | Youtube Chi tiết | Điểm: Sang Đinh 22 Chụp bóng bật bảng: De Angelo Hamilton 16 Hỗ trợ: Dư Minh Anh 4 |       | Điểm: Darius Lewis 16 Chụp bóng bật bảng: Darius Lewis 18 Hỗ trợ: Việt Arnold 8 |  | Nhà thi đấu đa năng Cần Thơ, Thành phố Hồ Chí Minh |
| 11 tháng 11 17:00 UTC+7 | Youtube Chi tiết | CanTho Catfish thắng 2-0 ở loạt trận bán kêt                                       |       |                                                                                 |  | Nhà thi đấu đa năng Cần Thơ, Thành phố Hồ Chí Minh |

### Thang Long Warriors đấu với Hanoi Buffaloes
| 10 tháng 11 19:00 UTC+7 | Youtube Chi tiết | Thang Long Warriors                                                                 | 82–57 | Hanoi Buffaloes                                                                      |  | Nhà thi đấu Đại học Sư phạm, Hà Nội |
| 10 tháng 11 19:00 UTC+7 | Youtube Chi tiết | Điểm mỗi set: 17–12, 17'–12, 18–11, 30–22                                           |       |                                                                                      |  | Nhà thi đấu Đại học Sư phạm, Hà Nội |
| 10 tháng 11 19:00 UTC+7 | Youtube Chi tiết | Điểm: Jaywuan Hill 33 Chụp bóng bật bảng: Nguyễn Văn Hùng 11 Hỗ trợ: Justin Young 4 |       | Điểm: Jason Carter 13 Chụp bóng bật bảng: Jason Carter 9 Hỗ trợ: Nguyễn Quang Vinh 4 |  | Nhà thi đấu Đại học Sư phạm, Hà Nội |

| 12 tháng 11 17:00 UTC+7 | Youtube Chi tiết | Hanoi Buffaloes                                                                   | 58–69 | Thang Long Warriors                                                                       |  | Nhà thi đấu Bách Khoa, Hà Nội |
| 12 tháng 11 17:00 UTC+7 | Youtube Chi tiết | 'Điểm mỗi set: 9–31, 20–13, 15–11, 14–14                                          |       |                                                                                           |  | Nhà thi đấu Bách Khoa, Hà Nội |
| 12 tháng 11 17:00 UTC+7 | Youtube Chi tiết | Điểm: Jason Carter 17 Chụp bóng bật bảng: Jason Carter 20 Hỗ trợ: Vicent Nguyễn 6 |       | Điểm: Jaywuan Hill 33 Chụp bóng bật bảng: Nguyễn Văn Hùng 10 Hỗ trợ: Trương Hoàng Trung 5 |  | Nhà thi đấu Bách Khoa, Hà Nội |
| 12 tháng 11 17:00 UTC+7 | Youtube Chi tiết | Thang Long Warriors thắng 2-0 ở loạt trận bán kết                                 |       |                                                                                           |  | Nhà thi đấu Bách Khoa, Hà Nội |

## Chung kết
Thăng Long Warriors vô địch sau khi thắng trận chung kết Game 5 quyết định vào ngày 3 tháng 12 năm 2017. Đây là chức vô địch đầu tiên đến từ đội bóng thủ đô.
| 19 tháng 11 15:00 UTC+7 | Youtube Chi tiết Trận: 1 | Thang Long Warriors                                                              | 78–83 | Cantho Catfish                                                                            |  | Nhà thi đấu Đại học Sư Phạm, Hà Nội |
| 19 tháng 11 15:00 UTC+7 | Youtube Chi tiết Trận: 1 | Điểm mỗi set: 19–20, 22–17, 18–26, 19–20                                         |       |                                                                                           |  | Nhà thi đấu Đại học Sư Phạm, Hà Nội |
| 19 tháng 11 15:00 UTC+7 | Youtube Chi tiết Trận: 1 | Điểm: Jaywuan Hill 25 Chụp bóng bật bảng: Jaywuan Hill 12 Hỗ trợ: Justin Young 8 |       | Điểm: De Angelo Hamilton 29 Chụp bóng bật bảng: De Angelo Hamilton 28 Hỗ trợ: Sang Đinh 8 |  | Nhà thi đấu Đại học Sư Phạm, Hà Nội |

| 23 tháng 11 17:00 UTC+7 | Youtube Chi tiết Trận: 2 | Thang Long Warriors                                                                 | 73–68 | Cantho Catfish                                                                         |  | Nhà thi đấu Đại học Sư Phạm, Hà Nội |
| 23 tháng 11 17:00 UTC+7 | Youtube Chi tiết Trận: 2 | Điểm mỗi set: 14–21, 22–13, 21–17, 16–17                                            |       |                                                                                        |  | Nhà thi đấu Đại học Sư Phạm, Hà Nội |
| 23 tháng 11 17:00 UTC+7 | Youtube Chi tiết Trận: 2 | Điểm: Jaywuan Hill 26 Chụp bóng bật bảng: Jaywuan Hill 14 Hỗ trợ: Nguyễn Văn Hùng 3 |       | Điểm: Nguyễn Hoàng Tú 24 Chụp bóng bật bảng: De Angelo Hamilton 22 Hỗ trợ: Sang Đinh 6 |  | Nhà thi đấu Đại học Sư Phạm, Hà Nội |

| 26 tháng 11 17:00 UTC+7 | Youtube Chi tiết Trận: 3 | Cantho Catfish                                                                                     | 77–74 | Thang Long Warriors                                                              |  | Nhà thi đấu Đa Năng Cần Thơ, Cần Thơ |
| 26 tháng 11 17:00 UTC+7 | Youtube Chi tiết Trận: 3 | Điểm mỗi set: 15–16, 19–13, 28–27, 15–18                                                           |       |                                                                                  |  | Nhà thi đấu Đa Năng Cần Thơ, Cần Thơ |
| 26 tháng 11 17:00 UTC+7 | Youtube Chi tiết Trận: 3 | Điểm: De Angelo Hamilton 26 Chụp bóng bật bảng: De Angelo Hamilton 20 Hỗ trợ: De Angelo Hamilton 6 |       | Điểm: Jaywuan Hill 26 Chụp bóng bật bảng: Jaywuan Hill 15 Hỗ trợ: Jaywuan Hill 6 |  | Nhà thi đấu Đa Năng Cần Thơ, Cần Thơ |

| 19 tháng 11 15:00 UTC+7 | Youtube Chi tiết Trận: 4 | Cantho Catfish                                                                            | 64–79 | Thang Long Warriors                                                              |  | Nhà thi đấu Đại học Sư Phạm, Hà Nội |
| 19 tháng 11 15:00 UTC+7 | Youtube Chi tiết Trận: 4 | Điểm mỗi set: 11–12, 20–11, 15–21, 18–25                                                  |       |                                                                                  |  | Nhà thi đấu Đại học Sư Phạm, Hà Nội |
| 19 tháng 11 15:00 UTC+7 | Youtube Chi tiết Trận: 4 | Điểm: De Angelo Hamilton 28 Chụp bóng bật bảng: De Angelo Hamilton 14 Hỗ trợ: Sang Dinh 4 |       | Điểm: Jaywuan Hill 32 Chụp bóng bật bảng: Jaywuan Hill 21 Hỗ trợ: Justin Young 6 |  | Nhà thi đấu Đại học Sư Phạm, Hà Nội |

| 23 tháng 11 17:00 UTC+7 | Youtube Chi tiết Trận: 5 | Thang Long Warriors                                                              | 95–80 | Cantho Catfish                                                                  |  | Nhà thi đấu Đại học Sư Phạm, Hà Nội |
| 23 tháng 11 17:00 UTC+7 | Youtube Chi tiết Trận: 5 | Điểm mỗi set: 14–21, 22–13, 21–17, 16–17                                         |       |                                                                                 |  | Nhà thi đấu Đại học Sư Phạm, Hà Nội |
| 23 tháng 11 17:00 UTC+7 | Youtube Chi tiết Trận: 5 | Điểm: Jaywuan Hill 36 Chụp bóng bật bảng: Jaywuan Hill 11 Hỗ trợ: Justin Young 7 |       | Điểm: Tâm Đinh 24 Chụp bóng bật bảng: De Angelo Hamilton 17 Hỗ trợ: Sang Đinh 3 |  | Nhà thi đấu Đại học Sư Phạm, Hà Nội |
| 23 tháng 11 17:00 UTC+7 | Youtube Chi tiết Trận: 5 | Thang Long Warriors vô địch với chiến thắng 3-2 trước Cantho Catfish             |       |                                                                                 |  | Nhà thi đấu Đại học Sư Phạm, Hà Nội |